# Cho Jung-tai

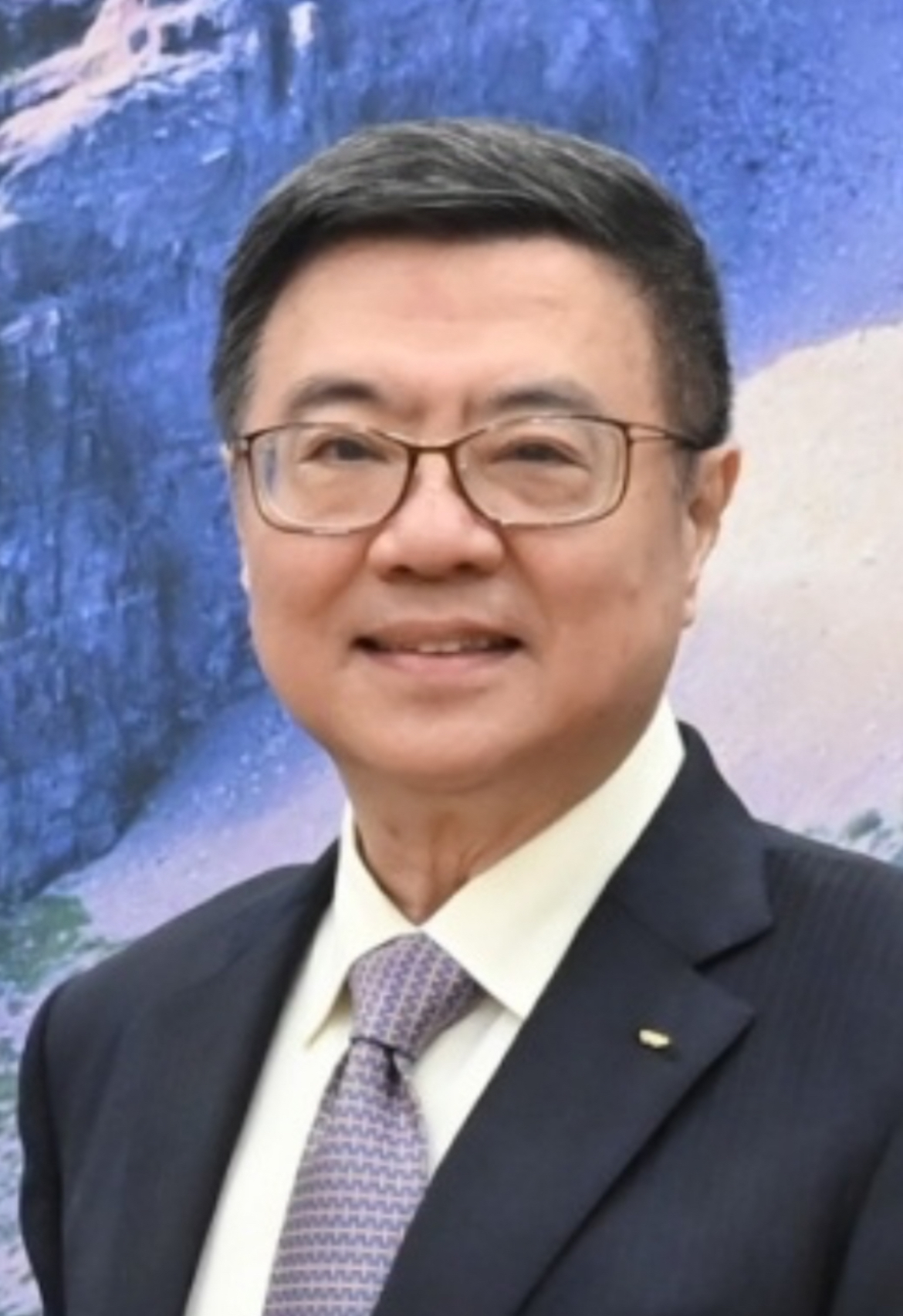
Cho Jung-tai (2024)

Cho Jung-tai (chinesisch: 卓榮泰; Pinyin: Zhuó Róngtài; Wade-Giles: Cho2 Jung2-tʻai4; geboren am 22. Januar 1959 in Taipeh) ist ein taiwanischer Politiker. Seit Mai 2024 ist er Vorsitzender des Exekutiv-Yuan und damit Premierminister der Republik China (Taiwan).

## Leben
Cho gehörte von 1990 bis 1998 dem Stadtrat von Taipeh an, bis er erstmals in den Legislativ-Yuan, das taiwanische Parlament, gewählt wurde. Er blieb bis 2004 Abgeordneter, als er während der Regierung von Chen Shui-bian zum stellvertretenden Generalsekretär des Präsidenten ernannt wurde.
Während der Präsidentschaftskandidatur von Frank Hsieh 2008 übernahm Cho das Amt des Generalsekretärs der Demokratischen Fortschrittspartei, das er jedoch nach der erfolglosen Kandidatur Hsiehs wieder verlor.
Im Jahr 2017 kehrte er als Generalsekretär des Exekutiv-Yuan unter Premierminister William Lai. in den öffentlichen Dienst zurück. Im Jahr 2019 wurde Cho Nachfolger von Tsai Ing-wen als Vorsitzender der Demokratischen Fortschrittspartei. Er blieb Vorsitzender der Partei bis Mai 2020, als Tsai das Amt wieder übernahm.
Cho war eine zentrale Figur im Wahlkampf des damaligen Vizepräsidenten Lai Ching-te um die Präsidentschaft bei den Wahlen 2024. Nach seinem Sieg ernannte Lai Ching-te bei seinem Amtsantritt am 20. Mai Cho Jung-tai zu seinem Premierminister.